# Telecomedia
Una telecomedia es una comedia en la forma de un trabajo de ficción organizado en episodios periódicos y transmitida por televisión. Comparten el carácter humorístico de las comedias de situación, pero no se basan en episodios autoconclusivos sino en tramas que se continúan de un capítulo a otro, en una forma análoga a las telenovelas. 

## Características

### Narrativa
El estilo narrativo de una telecomedia es abierto. Los personajes se involucran en numerosas tramas o sub tramas de duración variable, las cuales pueden o no relacionarse entre sí. Estas tramas pueden iniciarse o finalizarse en cualquier momento, no necesariamente en el inicio o final del programa, ya que la narrativa las utiliza en forma simultánea y rara vez hay una única trama en la historia. El final de una trama suele implicar a su vez un período en cual los personajes se reacomoden a la nueva situación o a las consecuencias de dicho final. 
Los episodios individuales suelen finalizar con alguna clase de Cliffhanger que genere el interés del espectador de ver el desarrollo de los acontecimientos en el episodio posterior. 

### Temáticas
Los temas principales que involucran las tramas de las telecomedias son las relaciones familiares, relaciones amorosas o personales entre los personajes, conflictos de interés entre los mismos, o temáticas propias del ambiente en cual se sitúe a los personajes. 
Las tramas suelen recurrir para su resolución a las coincidencias, las casualidades, los engaños o secretos, rescates, revelaciones, etc. 

### Entorno
Por lo general, el entorno está situado en un sitio de trabajo o en la casa de una familia amplia, y se observa la actividad diaria de los personajes involucrados. 

## En América Latina

### México
Entre el 2007 y 2008, todas las telecomedias de situación producidas por Televisa y TV Azteca, están desapareciendo de la televisión abierta y se están relegando las telecomedias de los años 1960-2000 a la televisión por cable y satélite (como Clásico TV), en favor de las telenovelas originales (producidas), telecomedias de Estados Unidos, Dibujos animados, y series de melodrama juvenil. las últimas series de telecomedias de los 2002-2011 vistas en TV abierta son: La familia P.Luche, Una familia de diez, Y ahora qué hago?, María de todos los Ángeles, y recientemente... Los héroes del norte. El chavo animado es una telecomedia animada que fue exenta del declive, porque se sigue transmitiendo hasta nuestros días.

### Argentina
Desde la década de 1990, han proliferado las telecomedias en la televisión argentina, con ficciones de El Trece como Sos mi vida, Son amores, Son de Fierro, Enséñame a vivir, Los únicos y de Telefe con Los Roldán, Casados con hijos, Mi cuñado, Un año para recordar, Graduados, Los exitosos Pells y de productoras diversas: Lalola, Ciega a citas.
- Datos: Q7696995